# Улица Старкю (Рига)
Улица Ста́ркю (латыш. Stārķu iela, от латыш. stārķis — аист) — небольшая тупиковая улица в Видземском предместье города Риги, в микрорайоне Тейка. Начинается от улицы Унияс, ведёт в южном направлении и заканчивается, не достигая перекрёстка улицы Иерикю с Густава Земгала гатве (соединена пешеходной дорожкой, выезда не имеет). С другими улицами не пересекается.
Общая длина улицы — 222 метра. На всём протяжении имеет асфальтовое покрытие. Общественный транспорт по улице не курсирует.

## История
Улица впервые упоминается в 1930 году под синонимичным названием «улица Гандру» (латыш. Gandru iela), а с 1934 года носит нынешнее название. Застроена двухэтажными домами межвоенного периода; с западной (чётной) стороны прилегает территория бывшего завода «VEF».
Вплоть до 2008 года улица Старкю была более протяжённой, пересекая улицу Иерикю и доходя до улицы Дзелзавас, однако с формированием Густава Земгала гатве южная часть улицы Старкю была отнесена к этой новой магистрали.